# 圣维茨
圣维茨（法語：Saint-Witz，法語發音：[sɛ̃ vits]）是法国法兰西岛大区瓦兹河谷省的一个市镇，位于该省东部，属于萨塞勒区。

## 地理
圣维茨（49°5'30"N, 2°34'6"E）面积7.66 平方千米，位于法国法蘭西島大區瓦兹河谷省，该省份为法国北部内陆省份，北起瓦兹省，西接厄尔省，南至塞纳-圣但尼省、上塞纳省和伊夫林省，东临塞纳-马恩省。
与圣维茨接壤的市镇（或旧市镇、城区）包括：韦马尔、莫尔泰丰坦、普拉伊、福斯、马尔利城、叙尔维利耶、维勒龙。

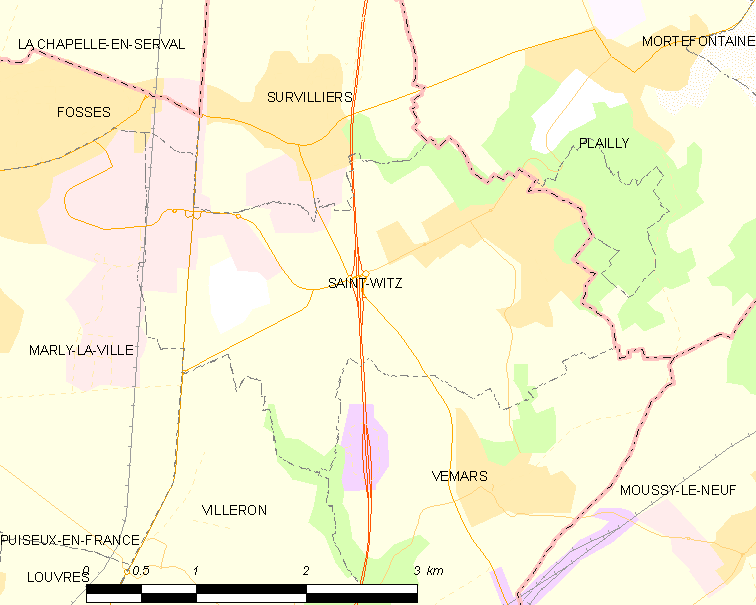
圣维茨的OSM定位图

圣维茨的时区为UTC+01:00、UTC+02:00（夏令时）。

## 行政
圣维茨的邮政编码为95470，INSEE市镇编码为95580。

## 政治
圣维茨所属的省级选区为古桑维尔县。

## 人口

1962-2008年间圣维茨人口变化图示

圣维茨于2022年1月1日时的人口数量为2511人。